# 桑田佳祐 アコースティックライブ in 石垣島
Meet the Music 2008! 全国民放FM53局&KDDI present 桑田佳祐 アコースティックライブ in 石垣島は、2008年3月23日にサザンオールスターズのボーカリスト桑田佳祐が沖縄県石垣市の石垣市民会館で行ったライブ及びそれを生放送したラジオ番組である。日本で初めて全国民放FM53局（全国FM連合全加盟局）で同時生放送された。

## 概要
このライブ及び番組は、スポンサーであるKDDIの「FMケータイ」のプロモーションの一環として公演・放送されたもので、番組中にCMは挿入されなかった。
オープニングのナレーションはサザンオールスターズのDVD『ベストヒットUSAS』でお馴染みの小林克也。会場では石垣島を代表するバンドBEGINがオープニングアクトを務めた。また、BEGINはアンコールでも桑田とともに「恋はお熱く」や「涙そうそう」を歌った。途中では、サザンオールスターズのピアノの原由子も登場した。
会場には、八重山列島に在住する400組800人と、全国からのリスナーレポーター108人が招待された。
ラジオでの生放送は『DEAR MY FRIEND』の途中までであった。そのため生放送終了後、「もう1回聴きたい」や「全ての曲目が聴きたい」などの要望が殺到し、5月5日深夜（5月6日未明）に完全版が全国民放52局で2時間にわたって同時放送された。ここでも、オープニングのほか番組途中のナレーションを小林克也が担当し、CMは挿入されなかった。
なお、このライブの3日後の3月26日に収録され、3月27日、28日深夜に放送されたTBSのTV番組『COUNT DOWN TV』の特番『CDTV×サカス!』での曲順は、このライブとほぼ同一であった。

## ラジオ放送

### 生放送
- 番組名:『Meet the Music 2008! 全国民放FM53局&KDDI present 桑田佳祐 アコースティックライブ in 石垣島』
- 放送局:全国FM53局（一覧は全国FM連合を参照）およびFMいしがき[注釈 4]
- 放送日時:2008年3月23日19:00 - 20:00 （JST）

### 完全版
- 番組名:『"Meet the Music 2008! 桑田佳祐 アコースティックライブ in 石垣島" 完全版』
- 放送局:α-STATIONを除く全国FM52局
- 放送日時:2008年5月6日1:00 - 3:00 （JST）

## 曲目
1. 明日晴れるかな
2. 神の島遥か国
3. 栞のテーマ
4. せつない胸に風が吹いてた
5. 逢いたくなった時に君はここにいない
6. 夏をあきらめて
7. チャコの海岸物語
8. ダーリン
9. 風の詩を聴かせて
10. 真夏の果実 with 原由子
11. DEAR MY FRIEND
12. 悲しい気持ち (JUST A MAN IN LOVE)
13. ミス・ブランニュー・デイ
14. いなせなロコモーション〜Johnny B. Goodeメドレー
15. 波乗りジョニー
16. 恋はお熱く with BEGIN
17. 涙そうそう with BEGIN
18. いとしのエリー
19. 希望の轍 with 原由子
20. 心を込めて花束を with 原由子[6]